# Château de Dunseverick
Le château de Dunseverick est situé dans le comté d'Antrim, en Irlande du nord, près du petit village homonyme de Dunseverick et de la  chaussée des Géants. Le château et le chantier de fouilles où il se trouve sont des monuments historiques inscrits de la ville de Feigh, situé dans le district de Moyle. Le château de Dunseverick et la péninsule sur laquelle il s'élévait
ont été donnés à la National Trust for Places of Historic Interest or Natural Beauty en 1962 par un fermier local Jack McCurdy. La chaussée Cliff Path mène de cet endroit au port de Dunseverick à l'est à la chaussée des Géants à l'ouest.

## Histoire
Patrick d'Irlande est réputé avoir visité le château de Dunseverick au Ve siècle, et d'y avoir baptisé  Olcán, un habitant local qui devient une Évêque en Irlande. Le château de pierre qui occupe originellement le site attaqué par lors d’incursions des Viking en 870.
Au début du VIe siècle, le lieu est le siège du pouvoir du roi Fergus Mor MacEirc (Fergus le Grand). Fergus est roi de Dál Riata et grand-oncle de l'Ard ri Erenn, Muirceartaigh (Murtagh) MacEirc. C'est le point de départ en Irlande de la Pierre de Fal ou pierre du couronnement. Muirchertach la confie à Fergus pour la cérémonie de son couronnement dans l'ouest de l'Écosse où Fergus a poursuivi outre-mer l'expansion de son royaume.
Le clan O'Cahan occupe le site de vers l'an 1000 à environ 1320, il le reprend au milieu du XVIe siècle. Le dernier détenteur du château Giolla Dubh Ó Catháin, l’abandonne en 1657 pour s'installer dans la région du Craig/Lisbellanagroagh après 1660 et anglicise son patronyme en McCain/O'Kane. Le château est pris d'assaut et détruit par le général  Robert Monro en 1642 à la tête des armées d'Oliver Cromwell et de la décennie 1650 à nos jour seuls les vestiges du bastion d'entrée subsistent. Une petite tour d'habitation existait encore jusqu'en 1978 époque où elle s'est effondrée dans la mer.
Le site est un lieu clef de l'ancienne Irlande. L'une des cinq grandes routes royales, ou slighte de l'ancien Irlande , Slige Midluachra, terminait son parcours au château de Dunseverick, en provenance d' Emain Macha capital de l'Ulaid et plus loin de Tara en arrivant de la Liffey où se trouve l'actuelle ville de Dublin.